# Guzmania kennedyae
Guzmania kennedyae är en gräsväxtart som beskrevs av Lyman Bradford Smith och Robert William Read. Guzmania kennedyae ingår i släktet Guzmania och familjen Bromeliaceae. Inga underarter finns listade i Catalogue of Life.